# Jaroslav Mikan
Jaroslav Mikan, někdy také označovaný jako Jaroslav Mika (15. listopadu 1881 Chrudim – 28. července 1948 Hradec Králové) byl český hudební pedagog, vědec a spisovatel, sbormistr, dirigent a organizátor.

## Život
Jaroslav Mikan se narodil v Chrudimi, kde také v roce 1902 absolvoval gymnázium. Následně šel studovat Filozofickou fakultu Univerzity Karlovy v Praze (1902–1906). Zároveň ovšem studoval harmonii a skladbu u hudebních skladatelů Aloise Hniličky, Otakara Šína a Vítězslava Nováka. V roce 1907 se stal vyučujícím dívčího městského lycea v Hradci Králové. V tomto městě byl i jinak aktivní, když se také zasloužil o vznik abonentních koncertů či založení Volného sdružení pro pěstování komorní hudby. Byl sbormistrem pěveckého kroužku Národní jednoty severočeské (1919–1921) a řídil orchestr Okresního osvětového domu. Od roku 1930 učil na reálném gymnáziu v Praze na Vinohradech. Úzce spolupracoval s muzeem v Hradci Králové.
Jeho manželkou byla od 20. srpna 1908 malířka Eliška Mikanová-Urbanová. Svatbu měli v Praze. V roce 1909 se jim narodila dcera Olga (1909–1986), s níž se v roce 1931 oženil sochař Josef Škoda.

## Dílo
Od hudbě psal také do mnohých východočeských časopisů (např. Český východ, Hlasy východočeské, Osvěta lidu, Stráž pokroku) či byl dopisovatelem specializovaných hudebních periodik (v letech 1912–1920 Hudební revue, od 1922 Tempo: Listy hudební matice, 1924–27 Hudební rozhledy) i jiných časopisů (Časopis Společnosti přátel starožitností). Je autorem řady studií o hudebním životě v Hradci Králové. V Praze redigoval 12 ročníků (1927–1939) studentského hudebního pěveckého sdružení na vinohradské reálce (SHPS – Měsíčník studentského hudebního a pěveckého sdružení při státním reálném gymnasiu v Praze 12), kde učil. Sám napsal i několik sborových skladeb (např. Malá suita pro klavír, 1921). Většina jeho hudebních děl zůstala v rukopisu.

### Výběr z díla
- Báje a pověsti z dějin vlasteneckých pro 1. tř. dívčích lyceí (1910)[4]
- Deset let Hudebního odboru Okresního osvětového sboru v Hradci Králové 1919–1929 (1929)
- Divadlo a hudba v Hradci Králové v 1. polovici 19. století (1930)
- Výstava památek hudebního života v Hradci Králové v městském museu od 1. do 21. září 1932 (1932)
- Jesuitské divadlo v Hradci Králové (1939), nákladem Městského průmyslového a historického musea
- Hradecká léta F. Škroupa
- Výstava Tři sta let divadla v Hradci Králové v Městském museu od 4. do 28. září 1938 (1938), nákladem Městského průmyslového a historického musea
- Usazení se řádu Tovaryšstva Ježíšova v Hradci Králové (1939)
- Kolejní chrám Na nebe vzetí P. Marie v Hradci Králové (1940), nákladem Městského průmyslového a historického musea
- Kdy působil P. Ant. Koniáš T.J. na Hradecku: Zieglerova zpráva Národnímu museu v Praze o staročeských knihách v Hradci Králové (1941)
- Výstava památek a díla Antonína Dvořáka (1941)[8]
- Vznik a počátky hradeckého biskupství (1946)[9], nákladem Městského průmyslového a historického musea